# 5-й Любуський артилерійський полк (Польща)

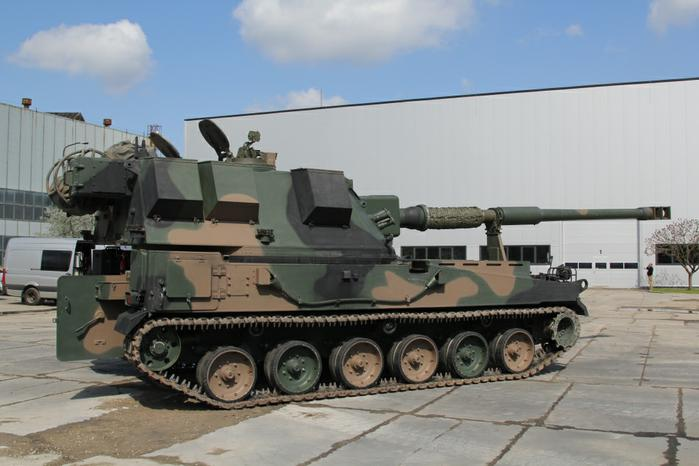
155-мм самохідна гаубиця «Краб».

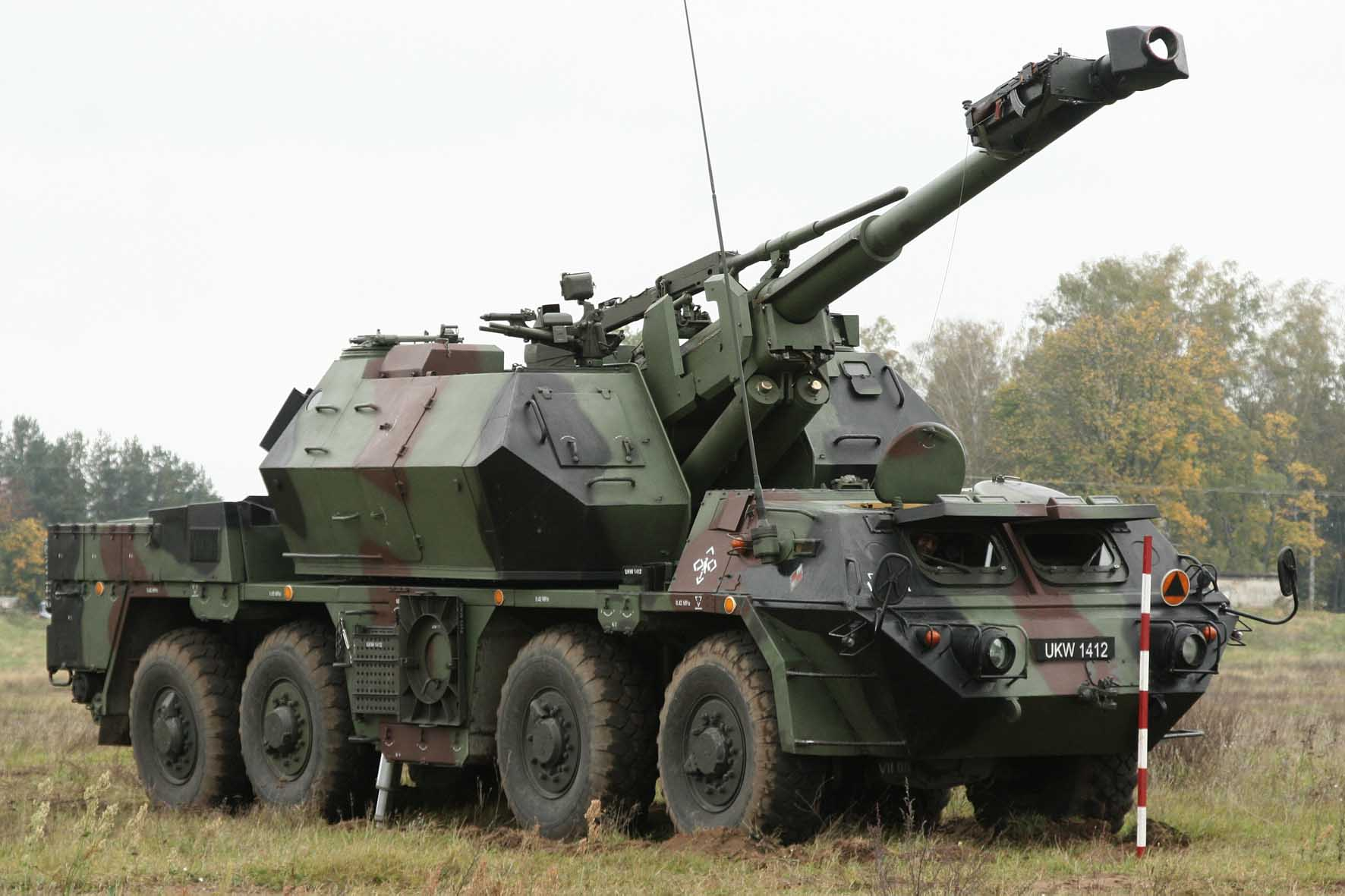
152-мм самохідна гаубиця «Дана»

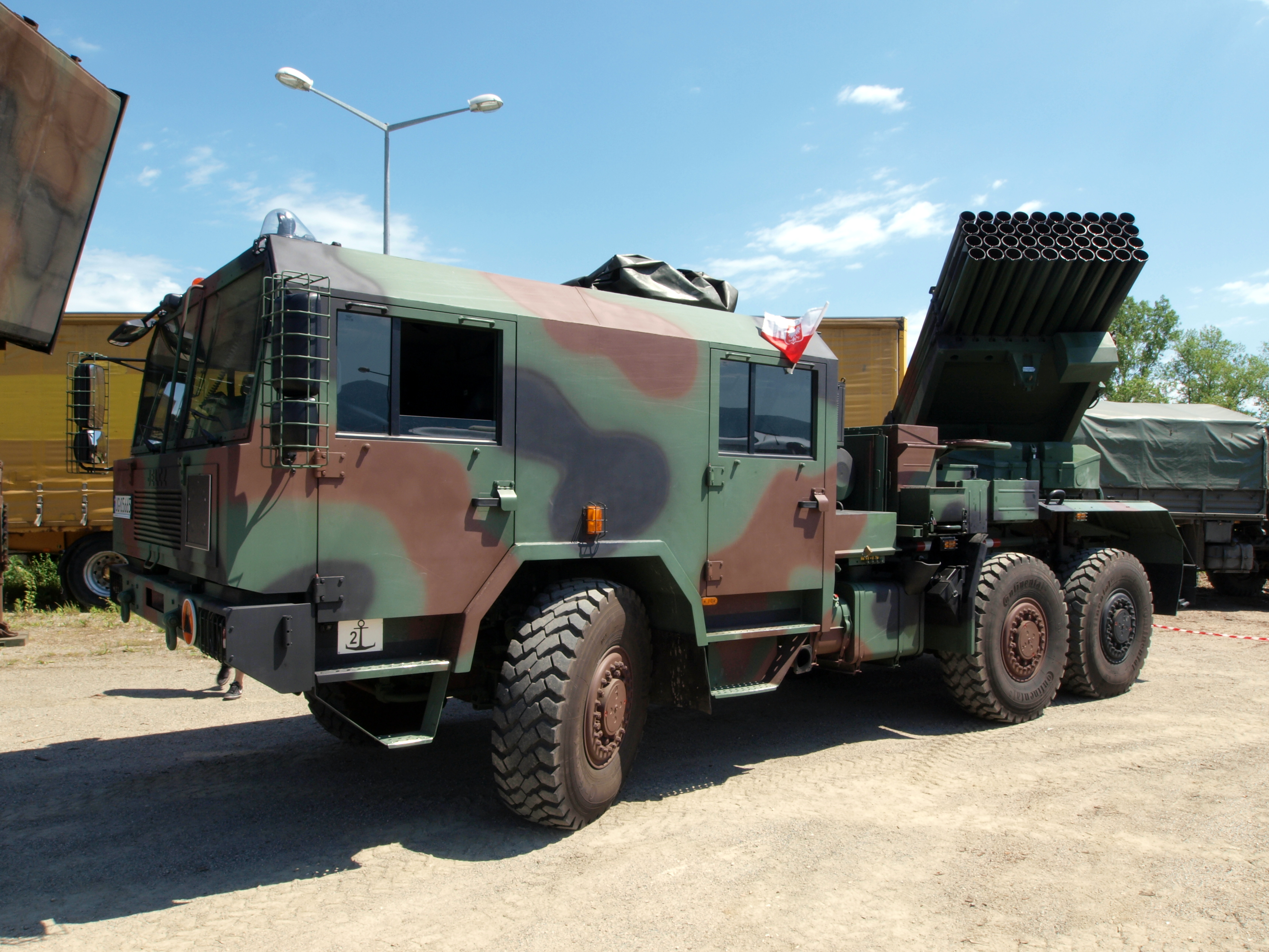
122-мм самохідна багатонавідна реактивна установка «Лангуста»

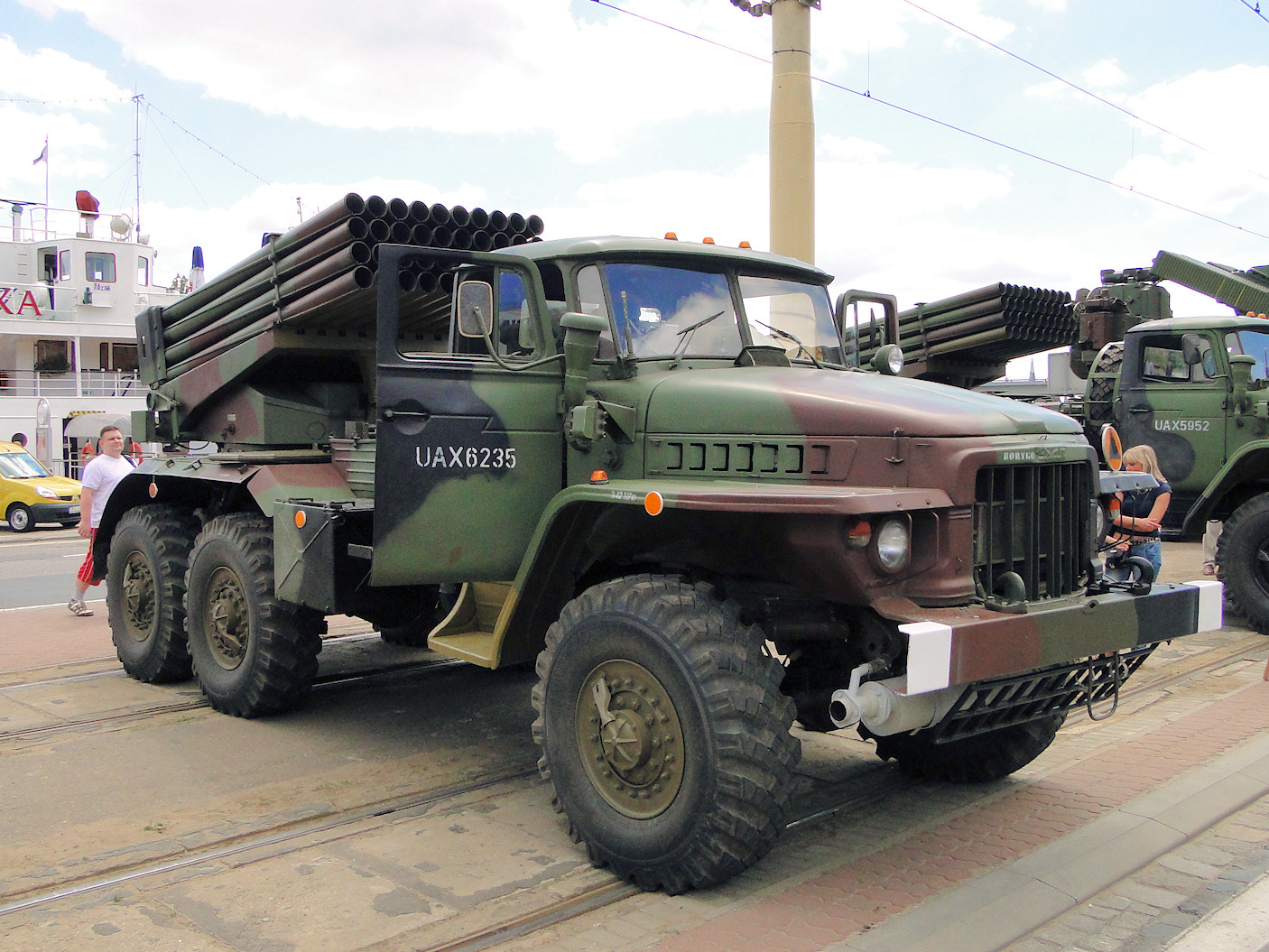
122-мм реактивна система залпового вогню БМ-21 «Град»

5-й Любуський артилерійський полк генерала коронної артилерії Марціна Контського (пол. 5 Lubuski Pułk Artylerii im. generała artylerii koronnej Marcina Kątskiego) — артилерійського з'єднання Збройних сил Республіки Польща.

## Історія
4 червня 1993 року 22-й артилерійський полк було перейменовано в 5-й артилерійський полк. Частина підпорядковувалася командиру 5-ї механізованої дивізії.
У 2001 році полк був підпорядкований 11-й Любуській бронекавалерійській дивізії с. Короля Яна III Собеського.
З 2012 року полк підпорядковується командувачу Сухопутних військ.
З 2013 року 5-й Любуський артилерійський полк підпорядковується 12-й Щецинській механізованій дивізії Болеслава Кшивоустого.
У листопаді 2021 року бійці 5-го Любуського артилерійського полку брали участь у забезпеченні кордону з Білоруссю.

## Традиції
15 вересня 1993 року міністр національної оборони наказав полку взяти на себе і вшанувати спадщину традицій:
Артилерія Чехауза Каменєцького 1649–1790,
5-а артилерійська бригада Чехауза Каменецького 1790–1792,
Артилерійська рота польської дивізії 1808–1813 рр.
рота 5-ї легкої піхотної артилерії 1831 р.
5-й Львівський легкий артилерійський полк 1918-1939 рр.
6-й Львівський легкий артилерійський полк 1941-1947 рр.
5-й Вільнюський легкий артилерійський полк 1941-1947 рр..
12 лютого 2014 року міністр національної оборони наказав підрозділам полку перебрати та вшанувати надбання традицій:
Командний загін - 1-й артилерійський вимірювальний загін (1927-1939),
1-й самохідний артилерійський загін - 1-й польовий (легкий) артилерійський полк легіонів (1914-1939),
2-а самохідна артилерійська ескадрилья - 9-й важкий артилерійський полк (1919-1939),
3-я ракетна артилерійська ескадрилья - 3-й полк важкої артилерії (1918-1939),
4-а ракетна артилерійська ескадрилья - 18-й легкий артилерійський полк (1919-1939),
Батальйон тилового забезпечення — 22-а артилерійська рота постачання 2-ї групи армій 2-го корпусу (1943–1945).
Рішенням № 150/ПН від 23 жовтня 2020 року полку надано шефство. Генерал коронної артилерії Марцін Контський.

## Організаційна структура та озброєння
- командування
- командна ескадрилья - РЛС артилерійської розвідки RZRA Liwiec та безпілотні літальні апарати WB Electronics FlyEye
- батальйон матеріально-технічного забезпечення
- 1-а самохідний артилерійський дивізіон - самохідна гаубиця AHS Krab
- 2-а самохідний артилерійський дивізіон - самохідна гаубиця AHS Krab
- 3-я ракетний артилерійський дивізіон - реактивна установка запуску WR-40 Langusta
- 4-а ракетний артилерійський дивізіон — реактивна установка БМ-21 «Град».
- інженерний батальон
- батальон медичної підтримки

## Командири полку
- Підполковник Зигмунт Сіудак (1991–1995)
- Майор Станіслав Бутлак (1995–2003)
- Полковник Ярослав Мровець (2003–2007)
- Полковник дипл. Славомір Овчарек (2007–5 вересня 2013 р.)
- Полковник Зенон Вишневський (5 вересня 2013 - 1 квітня 2016)
- Полковник Яцек Кілінський (1 квітня 2016 - 5 листопада 2018)
- Полковник Славомір Кула (з 5 листопада 2018 по 1 жовтня 2021)[6]
- Полковник Гжегож Пароль (з 1 жовтня 2021 року)